# داریوش بخت
داریوش بخت (زادهٔ ۱ اردیبهشت ۱۳۷۷ در بهبهان، خوزستان) بازیکن فوتبال اهل  ایران است که در پست مهاجم و وینگر بازی می‌کند. او سابقه بازی در تیم‌های مختلفی از جمله نفت مسجدسلیمان، نفت و گاز گچساران، نیرو زمینی تهران، چوکا تالش، شهرداری بندرعباس، داماش گیلان، هوادار تهران و استقلال ملاثانی را در کارنامه دارد.
او در طول دوران حرفه‌ای خود با تیم‌های چوکا تالش و استقلال ملاثانی موفق به کسب عنوان قهرمانی شده‌است. 